# 対幻想
対幻想（ついげんそう）とは、日本の思想家・吉本隆明の造語であり、共同幻想、自己幻想と並び、人間の幻想領域を構成する1カテゴリーである。

## 定義
対幻想のもっとも根本的な定義は、「男女の肉体的、動物的な生殖行為や子育てから疎外された幻想」と言う意味である。ちなみにここで言う疎外とは、そこから派生するがそこには還元されないと言う意味である。吉本はほかに、対幻想の定義として以下のものをあげている。
家族の本質
吉本は、対幻想は家族の本質であると述べている。単純な血のつながりだけではなく、対幻想が存在するから家族や家庭は成立するのである。吉本は、人間はもともと社会的存在ではないが、不可避的に社会を作り出してしまった。もし許されるのなら、人間は家族を連れて、どこかなんのしがらみのない世界まで逃げ出したいと思うだろうと指摘している。吉本は、対幻想領域としての家族は、冷酷で抑圧的な共同幻想から薄弱な自己幻想を守る緩衝的な空間だと考えている。
性的交渉
対幻想とは性交渉ではなく、性的な交渉である。吉本はジークムント・フロイトを「男と女、親と子という関係性のなかでは、拒否できない迫力で真理を著述している」と高く評価し、その思想を自分の思考に取り入れている。対幻想は、異性間、親子間の間でもっとも強く発現する。肉体的な性交渉がなくても成立する。
具体的な一対一の関係
人間は、必ず誰かと具体的に接触するときは一対一である。たとえ集団と面会しても、必ずその瞬間瞬間はたった一人を対象として認識している。また、吉本は共同幻想が成立する最小単位は三人であると指摘している。逆に考えれば、二人とは、共同幻想が発生しない集団である。世間体や社会的モラルから比較的自由な他者との関係である。この場合は、異性間、親子間だけでなく、同性間でも、一対一となれば、対幻想の対象として成立する。

## その思想的意義
吉本にとって、対幻想の概念は、マルクスを補完する上で重要なものである。マルクスの優れた政治・経済哲学は、人間が本質的に持っている性的要素を軽視している。フロイトのリビドー論を援用し、吉本は両者を整理し、補完、融合する形で自分の共同幻想分析に利用しようとした。
吉本は、共同幻想論のなかで、血縁・氏族的共同体（家族）が、地縁・部族的共同体（原始的な国家）に転化する結節点として、兄妹・姉弟の対幻想に着目している。

## 基本文献
- 「共同幻想論」
- 「心的現象論序説」